# The Loud Mouth
The Loud Mouth è un cortometraggio del 1932 diretto da Del Lord.
È stato candidato all'Oscar al miglior cortometraggio commedia nel 1932.